# Rufino (prefeito pretoriano)
Rufino (em latim: Rufinus) foi um oficial bizantino do século V que desempenhou função durante o reinado do imperador Teodósio II (r. 408–450). De acordo com João Malalas, foi um parente do imperador. Durante seu mandato como prefeito pretoriano do Oriente (março de 431/março de 432) recebeu duas cartas de Isidoro de Pelúsio: na primeira, Isidoro pede que ele impeça que Gigâncio concisa ofício em Augustâmica; na segunda, Isidoro chama sua atenção para alguns assuntos em Pelúsio.
De acordo com os autores da Prosopografia do Império Romano Tardio, as informações contidas sobre ele na obra de João Malalas são inconsistentes, dado que misturam eventos ocorridos com o Rufino que serviu durante o reinado dos imperadores Teodósio I (r. 378–395) e Arcádio (r. 395–408).